# Anchorage (Kentucky)
Pour la ville en Alaska, voir Anchorage.
Anchorage est une ville des États-Unis située dans le comté de Jefferson, dans le Kentucky. Lors du recensement de 2000, sa population était estimée à 2 265 habitants. Une estimation de 2006 indiquait 2 769 habitants.
La cité est située à 217 m d'altitude. Selon le bureau de recensement du pays, la ville s'étend sur 7,9 km2.
Le Louisville and Frankfort Railroad (plus tard racheté par le Louisville & Nashville Railroad) fut construit dans la région en 1849 ce qui favorisa le transport de passagers vers la ville de Louisville. La zone accueille de nombreuses résidences secondaires des habitants de cette ville. La firme de Frederick Law Olmsted fut demandée en 1914 pour dessiner les plans de la ville. Une partie de la ville est classée dans le Registre national des lieux historiques depuis 1982.
Le fondateur de Papa John's Pizza, John Schnatter, possède environ 6 % des terres de la cité. Il restaura une gare de chemin de fer et trois immeubles anciens dans le centre-ville tout en étant actif dans la protection du caractère de la cité.

## Démographie
Selon le recensement de 2000, la cité comptait 2264 habitants dont 729 ménages et 643 familles. La densité de population était alors de 287/km² et la densité de logements était de 95/km². La population est composée de 97,13 % de blancs, de 0,84 % d'afro-américain, et de 1,33 % d'asiatiques.
35,0 % de la population avait moins de 18 ans, 4,0 % entre 18 et 24, 20,8 % entre 25 et 44, 32,2 % entre 45 et 64, et 8,0 % plus de 65 ans. L'âge moyen de la population était de 40 ans. Le revenu moyen par habitant est de 133 969 dollars.

## Personnalité liée à la ville
- Joan Osborne